# 鹭江志
《鹭江志》于清朝乾隆31年（1766年）年起编撰，于乾隆34年（1769年）完成，是厦门现存最早的一部地方志书，全书共约15万字。该书是在同安县编修县志的倡议下，由乾隆乙酉举人海澄镇海卫人薛起凤（字飞三，号展湖）和嘉禾里（今厦门市）人黄名香（字兰友）、竹人杨国春（字阳三）共同编著而成，是一部私人编纂的志书。

## 篇目
《鹭江志》全书共分为四卷三十篇，另有序、跋和附录，也有人将附录视为一卷而称全书分为五卷。
1. 卷一：總圖、山水形勢記、鷺志小引、總論、鷺城、廟宇、關津、山川、街市、河池、租稅、保甲、寺觀
2. 卷二：職官、防圉、衙署、倉庫、科甲、明經、武雋、戎功、書院、坊表、墳墓、釋衲、古跡
3. 卷三：風俗、流寓、品行、節烈、土產
4. 卷四：藝文、雜記
5. 附录：八景圖詩、藝文補遺

## 评价
《鹭江志》虽然不是厦门最早的志书（《鹭江志》中提到厦门第一部地方志为《厦门志略》），却是目前流传下来的最早一部。
《厦门志》的序言中提到：“得薛起鳳《鷺江志》而讀之，所載皆當日時事，並及詩歌，而於政事之要，未暇詳備。”即认为其内容在政治方面有所欠缺。
如今的学者则认为，《鹭江志》虽然篇幅小但言简意赅，较好地记载了康熙、雍正、乾隆等时期厦门岛及其周边的自然景观和社会、经济、文化等方面的情况，为厦门的历史研究提供了珍贵的资料。如《厦门志》等许多此后的史书和其他文献，均大量的摘抄或参考该书的内容；书中详细记载了地方人物、物产、古迹和诗歌，比目前所知的其他史书都更为详尽；书中所附《厦门八景图诗》由蒋国梁绘图配诗，被称为厦门八大景而流传至今。